# 怯烈台
怯烈台，又作窟里台、乞里歹，蒙古帝国将领。
怯烈台以骁勇著称，被称为“拔都”（勇士）。随从成吉思汗、窝阔台汗征战，屡承重任，充当主力军，多有战绩。1231年，受命镇守东平。领五部探马赤军之一，与闊闊不花、按扎儿、孛罗、肖乃台分统五部探马赤军镇守中原要冲，搜括各地民匠，共得七十二万户。窝阔台分封诸王勋戚时，赐东平路一百户为食邑。金亡后，他所统军士散居各地，很多后来进入民籍。